# Pterophorus raphiodactyla
Pterophorus raphiodactyla is een vlinder uit de familie vedermotten (Pterophoridae). De wetenschappelijke naam van de soort is voor het eerst geldig gepubliceerd in 1900 door Hans Rebel.